# Novotcherkassk (142)
Cet article concerne le navire. Pour la ville à l'origine de son nom, voir Novotcherkassk.
Le BDK-46 Novotcherkassk est un navire de débarquement de la classe Ropucha de la marine russe, appartenant à la flotte de la mer Noire. Il tire son nom de la ville russe de Novotcherkassk, dans l'oblast de Rostov.
Il est construit dans les années 1980 et mis en service en 1987, datant ainsi de l'époque soviétique. Endommagé en mars 2022 à la suite d'une attaque ukrainienne sur le port de Berdiansk, il est détruit le 26 décembre 2023 par une autre frappe, dans le port de Feodosiia, en Crimée occupée.

## Historique

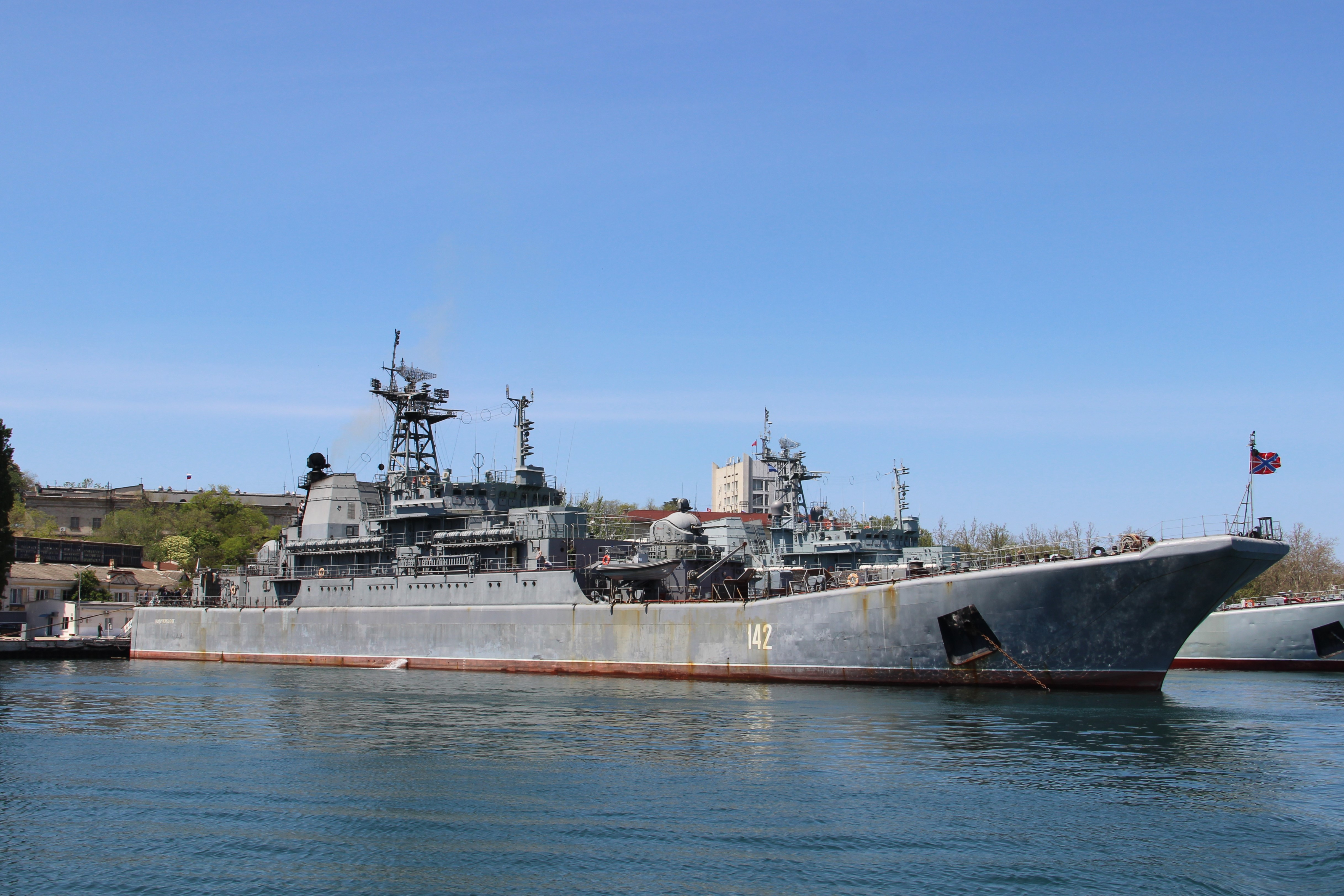
Le Novotcherkassk en 2015 à Sébastopol en Crimée.

### Construction et service
Le Novotcherkassk est construit dans un des chantiers navals de Gdańsk, alors en république populaire de Pologne. Il est lancé en 1987 et entre en service dans la marine soviétique.
En novembre 2012, il est déployé par la Russie au large de la bande de Gaza, en prévision d'une escalade du conflit israélo-palestinien. Avec le croiseur lance-missiles Moskva, le destroyer Smetlivy, le bateau de débarquement Saratov et plusieurs autres navires, leur tâche est de rapatrier les ressortissants russes présents sur place en cas de nécessité.
En 2020, en réponse aux tensions avec la Turquie et à la suite du retrait américain de Syrie, le navire se dirige vers la Syrie, de même que les frégates Amiral Grigorovitch et Amiral Makarov et que les navires de débarquement Tsezar Kounikov et Orsk.
Initialement utilisé pour le « soutien aux opérations de débarquement », il est transformé au cours de l'invasion russe de l'Ukraine en « porte-drones », plateforme mobile de lancement de drones iraniens Shahed 136. Plusieurs des trois unités en service dans la flotte auraient par ailleurs servi à transporter des armes vers la Syrie dans le cadre de l'intervention militaire russe.
Le 24 mars 2022, il est touché lors d'une attaque ukrainienne sur le port de Berdiansk. Obligé de fuir, le navire se réfugie dans un port de Crimée occupée ; trois de ses marins sont morts,.

### Destruction
Le 26 décembre 2023 vers 2 h 30 du matin, une frappe ukrainienne détruit le Novotcherkassk. Il se trouve alors à quai dans le port de Feodosiia, chargé de munitions, qui détonent et causent une forte explosion ainsi que la destruction du navire,. Selon un expert ukrainien, il était chargé de drones iraniens Shahed 136, ce que soupçonnent les renseignements ukrainiens. L'attaque aurait été menée par trois bombardiers tactiques Soukhoï Su-24 « Fencer », à l'aide de missiles de croisière SCALP-EG, aussi appelés Storm Shadow,. Selon Les Échos, il est possible que le navire n'était pas opérationnel, à la suite de l'attaque de mars 2022.
L'attaque provoque un incendie sur le port, qui fait un mort, deux blessés et endommage six immeubles, selon un responsable d'occupation, Sergueï Aksionov,. Le Centre national de résistance ukrainien annonce qu'un document émanant des forces armées russes a été intercepté par des militants du mouvement de Cyber Résistance, confirmant la mort de 74 marins russes lors de la frappe. À la suite de l'attaque, le pont de Crimée, qui relie la péninsule occupée au territoire russe, est fermé à la circulation. La Russie confirme la frappe, indiquant cependant que le navire n'a été qu'« endommagé », tandis que l'armée ukrainienne affirme avoir « détruit » le bâtiment, ce qui concorde avec les images obtenues le 26 décembre,. Le président ukrainien Volodymyr Zelensky félicite les forces aériennes ukrainiennes pour cette attaque, une « grande victoire de l'Ukraine en mer Noire », ajoutant sur un ton sarcastique qu'elle constitue un « impressionnant ajout d'un nouveau navire à la flotte russe sous-marine en mer Noire ».
Cette destruction fait suite à plusieurs attaques ukrainiennes sur des navires de la flotte de la mer Noire et sur les infrastructures portuaires militaires russes, comme à Sébastopol les 13 et 22 septembre 2023. Selon Xavier Tytelman, c'est le « troisième navire de cette classe touché en mer Noire en 2023 ». Ces attaques ont permis de mettre la flotte russe « sur la défensive » en mer Noire.

## Caractéristiques techniques
Long de 112 m, ce navire de débarquement peut contenir plus de 450 tonnes de cargaison ou jusqu'à 10 chars de combat et 350 soldats,. Il fait partie de la classe Ropucha, ou Projet 775, et est en service au sein de la flotte de la mer Noire. L'équipage se compose, en théorie, de 8 officiers et 89 marins.
« Grand bâtiment de débarquement » selon la nomenclature russe, le Novotcherkassk est armé originellement de 4 postes de tir disposant de 4 missiles antiaériens SA-N-5 (avec une recharge soit 32 missiles), de deux lance-roquettes A-215 Grad-M (version navalisée du BM-21 Grad (XL x 2)) et de deux canons bitubes de 57 mm AK-257.